# 耶胡迪·梅纽因
男爵，OM，KBE，（1916年4月22日—1999年3月12日），美国犹太裔小提琴家，指揮家。其大部分的演奏生涯都在英國。他出生在紐約市，日後成為瑞士以及英國公民。1999年3月12日在德国柏林逝世。

## 生平

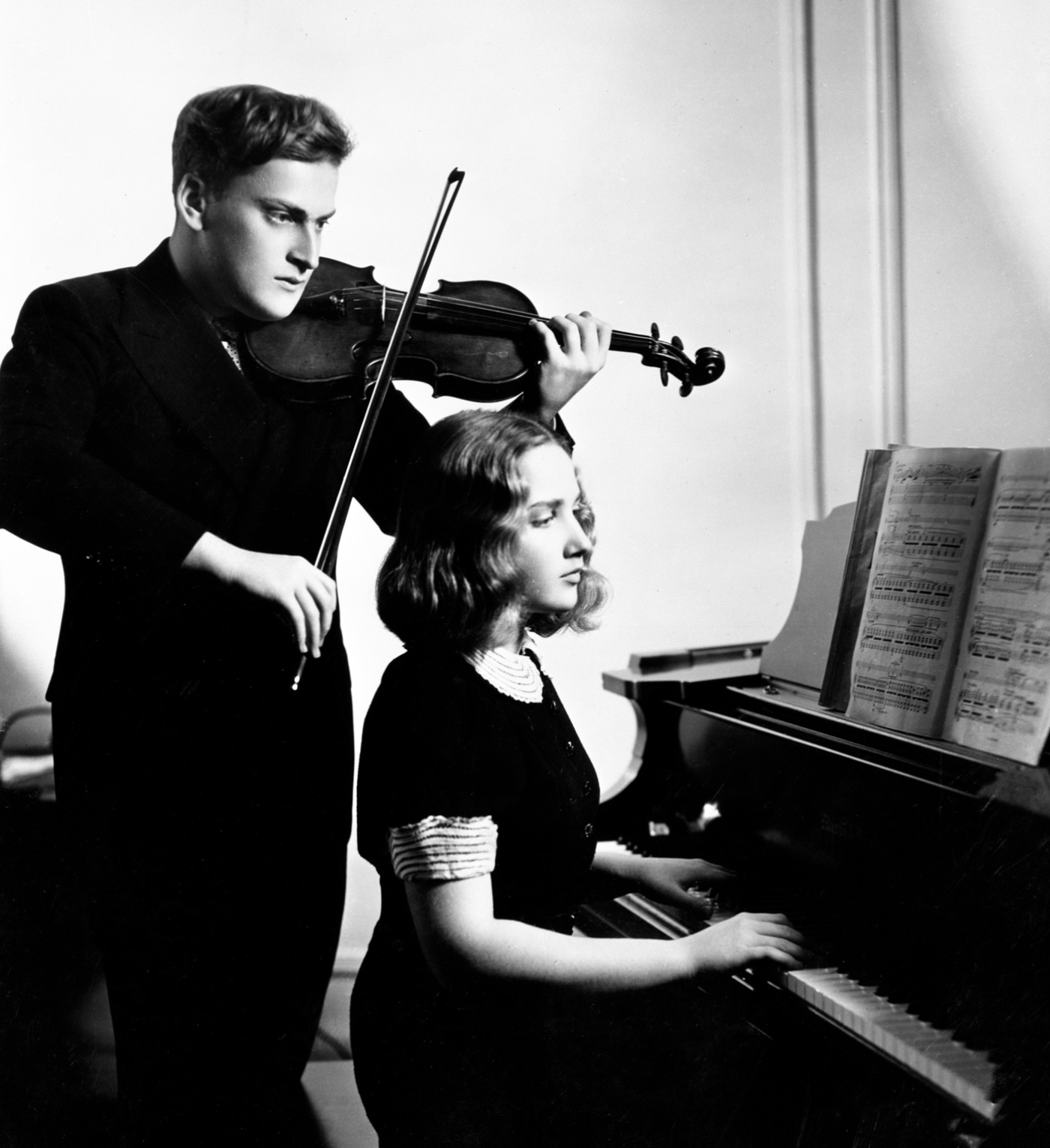
耶胡迪·梅纽因（當時20歲）與妹妹赫夫兹巴·梅纽因（16歲）合奏，1937年2月攝

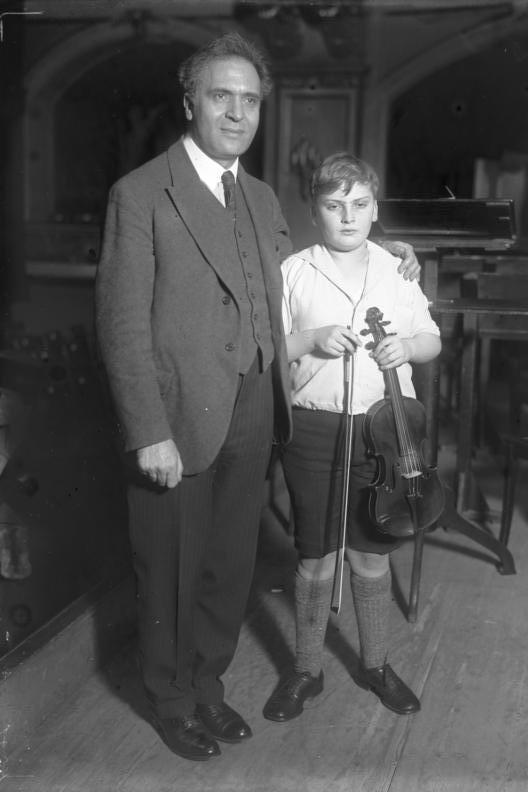
布魯諾·華爾特與15歲的梅纽因

梅紐因生於一個俄國猶太裔家庭，他有兩位妹妹：一位是鋼琴家和人權運動者赫夫兹巴·梅纽因，另一位是鋼琴家兼畫家和詩人雅尔塔·梅纽因。他從父亲摩西·梅纽因（一位希伯來語學者兼反錫安主義作家）那裡繼承了傑出的希伯來語能力。梅纽因三岁开始跟小提琴家西格蒙德·安克尔（Sigmund Anker）学小提琴。七岁第一次在旧金山交响乐團伴奏下登台独奏小提琴。在和他姊姊 Hephzibah 共同錄製了一些唱片後，前往巴黎跟从罗马尼亚著名作曲家和小提琴家乔治·埃内斯库学习。
1929年4月12日晚，在柏林演奏厅，年方13岁的梅纽因，在柏林愛樂樂團伴奏下一口气演奏了巴哈E大调小提琴协奏曲、勃拉姆斯D大调小提琴协奏曲和贝多芬小提琴协奏曲；当晚爱因斯坦正在座，叹道：“我现在才知道，上帝真的存在”。从此梅纽因名声大噪，周游世界演奏。
二次大戰期間，梅紐因替盟軍演奏。並且和作曲家本杰明·布里顿一起為德國南部納粹集中營中的囚犯演奏。在1945年四月集中營被解放後，他返回德國， 为指挥家威廉·富特文格勒演奏，成为纳粹大屠杀后第一个到德国演奏的犹太裔音乐家。
在對極具浪漫樂風的曲子建立了一些名聲之後，他經歷了不可忽略的生理上的、藝術上的困境。這來源於他在二戰期間過度的工作，就像他早年較無組織性的練習一般。這時他開始尋求冥想以及瑜珈的幫助，並且繼續著謹慎的練習。這些努力讓他克服了許多的困難。
他對音樂深邃且博大的詮釋獲得了廣大的認同。其中最為人稱道的便是當他錄音的時候，都會將曲子切割成一個一個樂句來練習。在晚年，就算生理的極限已經到了一個程度，他仍然持續的演奏。而且對音樂的深遂詮釋及嚴格的品質要求，就像他跨足古典之外的領域一樣，讓他的名聲持久不衰。
1963年，梅纽因在英国伦敦创办「耶胡迪·梅纽因小提琴音乐学校」。
1982年，梅纽因出任倫敦皇家愛樂樂團副指揮。
1983年，梅紐因和Robert Masters共同創辦了梅紐因國際青少年小提琴比賽。許多獲獎者後來成為國際知名的小提琴家，例如陳銳、寧峰、曾宇謙以及蔡珂宜。
從1984年到他去世的1999年，梅纽因是華沙維亞交響樂團的首席客座指揮，跟著樂團演出了300多次（其中近半數在1996至1998年之間）。
1990年，梅纽因荣获格连·古尔德奖。同年以指揮家身分，隨亞洲青年管弦樂團的一群才華洋溢的年輕人和朱利安·勞埃德·韋伯，一起進行亞洲巡迴演出，所到之地包括日本、臺灣、香港與新加坡。
1991年，梅纽因成為英國交響樂團的榮譽指揮，並一直擔任該職位直至去世。
1993年，被英國政府封為終身貴族。
梅纽因最終在柏林的馬丁路德醫院，因支氣管炎的併發症而與世長辭，享年82歲。

## 个人生活

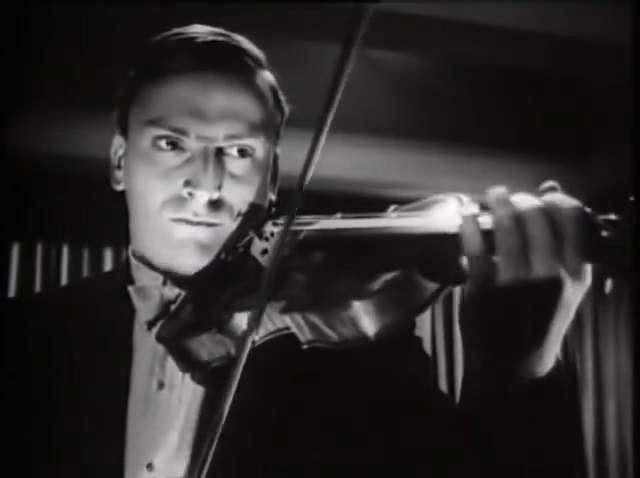
1943年美國電影《台口餐館》裡的梅纽因

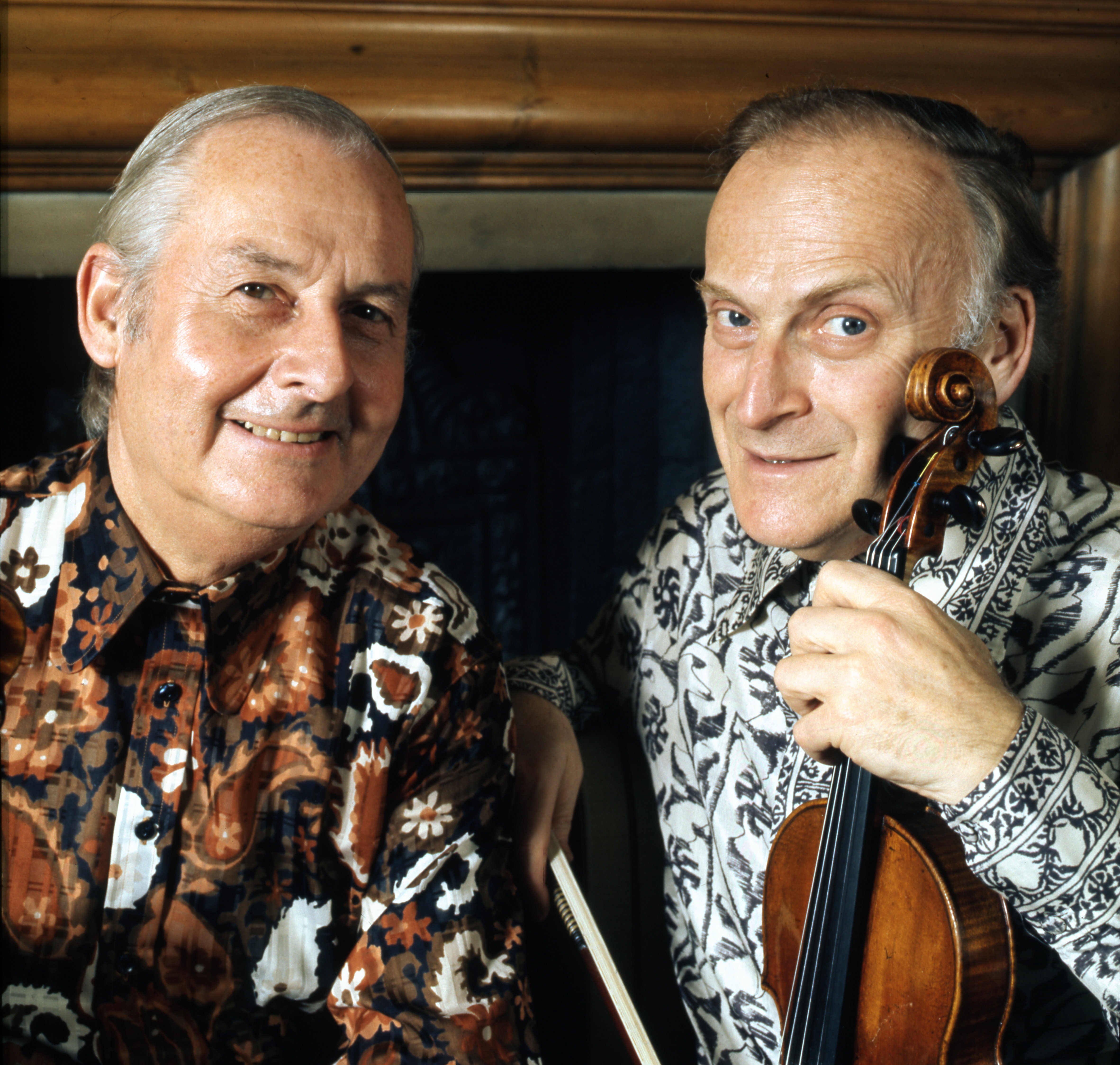
史蒂凡・葛瑞佩利與耶胡迪·梅纽因（1976年）

梅纽因曾有過兩段婚姻。第一次是與澳大利亞實業家的女兒諾拉·尼古拉斯 (Nola Nicholas) 結婚，她是 Hephzibah Menuhin 的第一任丈夫林賽·尼古拉斯 (Lindsay Nicholas) 的妹妹。他們有兩個孩子，Krov 和 Zamira（後來嫁給了鋼琴家傅聰）。1947年離婚後，他娶了英國芭蕾舞者兼女演員戴安娜·古爾德 (Diana Gould)。
梅纽因對瑜伽術很感興趣，並藉由此種方式紓解壓力。1952年，梅纽因在印度，新政府第一任總理贾瓦哈拉尔·尼赫鲁將他介紹給當時名聲基本上只在國內流傳的瑜伽大師B·K·S·艾扬格。梅纽因居中牽線，艾扬格在倫敦、巴黎、瑞士和更多地方開設瑜珈課程，於是他身為瑜伽教師的影響力和名聲到全世界。
梅纽因也是一名魚素主義者。

## 作品

### 主要唱片
- 贝多芬、门德尔松：小提琴协奏曲，耶胡迪·梅纽因小提琴演奏，威廉·富特文格勒指挥，Toshiba EMI Ltd
- 维瓦尔第：四季，耶胡迪·梅纽因小提琴演奏，EMI，1991

### 著作
- 《人类的音乐》耶胡迪·梅纽因，（美）柯蒂斯·W.戴维斯（Curtis W.Davis）著。簡體字版，冷杉译，人民文学出版社，2003 ISBN 7-02-004056-X。同譯者的繁體字版，由香港三聯書店出版，2003 ISBN 978-962-04-2317-8。
- 《梅纽因论小提琴》辅助练习6课，（美）耶胡迪·梅纽因著，曹伟、张静译，人民音乐出版社，1999 ISBN 7-103-01618-6

## 获奖与荣誉

### 外国勋章奖章
- 大英帝國勳章（KBE，1965年）
- 國家榮譽軍團勳章（法國，1986年）
- 國家功績勳章（法國，1997年）
- 德意志聯邦共和國功績勳章（1997年）
- 圣雅各之剑大十字勋章（葡萄牙語：Ordem Militar de Sant'Iago da Espada）（葡萄牙，1998年5月15日公布[3]）
- 藝術-科學-文學榮譽的大型金質獎章